# Paraechinus aethiopicus
Paraechinus aethiopicus е вид бозайник от семейство Таралежови (Erinaceidae). Видът не е застрашен от изчезване.

## Разпространение и местообитание
Разпространен е в Алжир, Бахрейн, Джибути, Египет, Еритрея, Етиопия, Западна Сахара, Йемен, Израел, Йордания, Ирак, Катар, Кувейт, Либия, Мавритания, Мали, Мароко, Нигер, Обединени арабски емирства, Оман, Саудитска Арабия, Сирия, Сомалия, Судан, Тунис и Чад.
Обитава пустинни области, места със суха почва, дюни, степи, крайбрежия и плажове.

## Описание
На дължина достигат до 18,2 cm, а теглото им е около 352,4 g. Имат телесна температура около 34,2 °C.
Продължителността им на живот е около 4,5 години. Популацията на вида е стабилна.